# Coursan-en-Othe
Coursan-en-Othe è un comune francese di 105 abitanti situato nel dipartimento dell'Aube nella regione del Grand Est.

## Società

### Evoluzione demografica
Abitanti censiti